# لورينس كوتليكوف
لورينس كوتليكوف (بالإنجليزية: Laurence Kotlikoff) (و. 1951 – م) هو عالم اقتصاد، وسياسي من الولايات المتحدة الأمريكية . وهو عضواً في الأكاديمية الوطنية للعلوم، والأكاديمية الأمريكية للفنون والعلوم .

## التعليم
تعلم في جامعة هارفارد، وجامعة بنسلفانيا

## مناصب وهيئات
أدار جامعة بوسطن.